# Igreja Reformada Presbiteriana (América do Norte)
Para outras denominações com o mesmo nome ou nomes semellhantes, veja as desambiguações em Igreja Reformada Presbiteriana e Igreja Presbiteriana Reformada
A Igreja Reformada Presbiteriana - IRP - (em inglês Presbyterian Reformed Church - PresRC) é uma denominação presbiteriana, estabelecida no Canadá, em 1965. 

## História

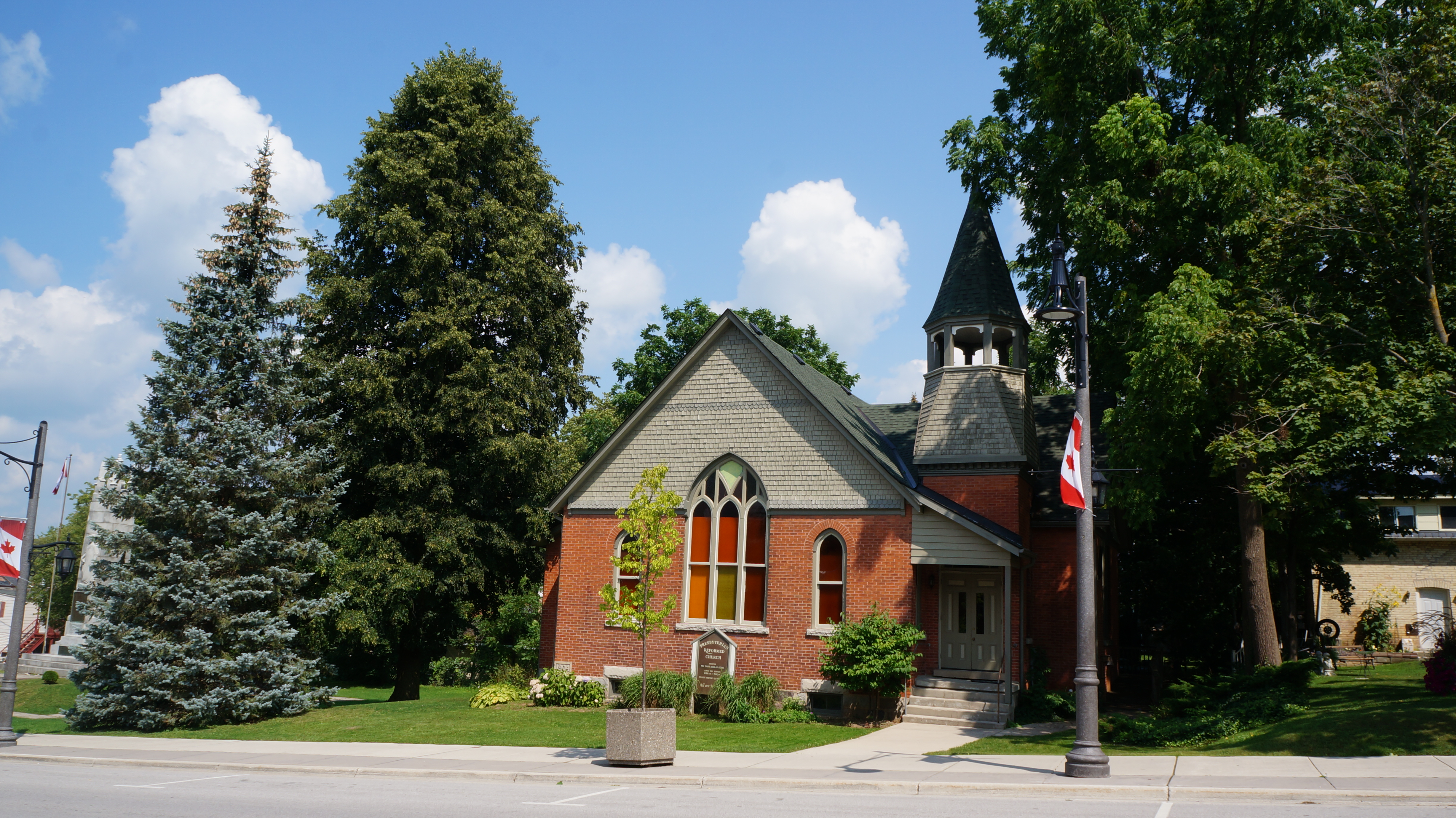
Igreja Reformada Presbiteriana de Chesley.

As igrejas locais que constituíram a Igreja Presbiteriana Reformada existem desde o Século XIX. A Igreja Presbiteriana de Chesley foi fundada pelo Rev. Thomas Hannah, em 1873, originalmente filiada à Igreja Presbiteriana Unida nos Estados Unidos da América. A igreja, todavia, por influência de Adam Scott Elliott, se separou da denominação, por aderir à Salmodia Exclusiva.
Em 1918 ela se tornou parte da Igreja Presbiteriana Livre da Escócia, mas divergências quanto a guarda do domingo levaram a igreja a sair novamente de qualquer denominação.
Em 1965, a Igreja Presbiteriana Reformada foi oficialmente constituída.

## Doutrina
A IPR adota a Confissão de Fé de Westminster, Catecismo Maior de Westminster e Breve Catecismo de Westminster como sua doutrina oficial. A denominação defende a Inerrância bíblica e se opõe a ordenação de mulheres. Se diferencia de outras denominações por adotar a Salmodia Exclusiva.    

## Relações Intereclesiásticas
A denominação é membro do Conselho Norte-Americano Presbiteriano e Reformado e possui diálogo com a Igreja Presbiteriana Ortodoxa. Igualmente, possui relações correspondentes com as Igrejas Reformadas Unidas na América do Norte.